# Нахорево
Нахорево је насељено мјесто у Босни и Херцеговини, у општини Центар, које административно припада Федерацији Босне и Херцеговине. Према попису становништва из 2013. у насељу је живио 541 становник.

## Становништво
| Демографија | Демографија | Демографија |
| Година      | Становника  | Становника  |
| ----------- | ----------- | ----------- |
| 1961.       | 636         |             |
| 1971.       | 616         |             |
| 1981.       | 673         |             |
| 1991.       | 697         |             |
| 2013.       | 541         |             |